# Karkinos

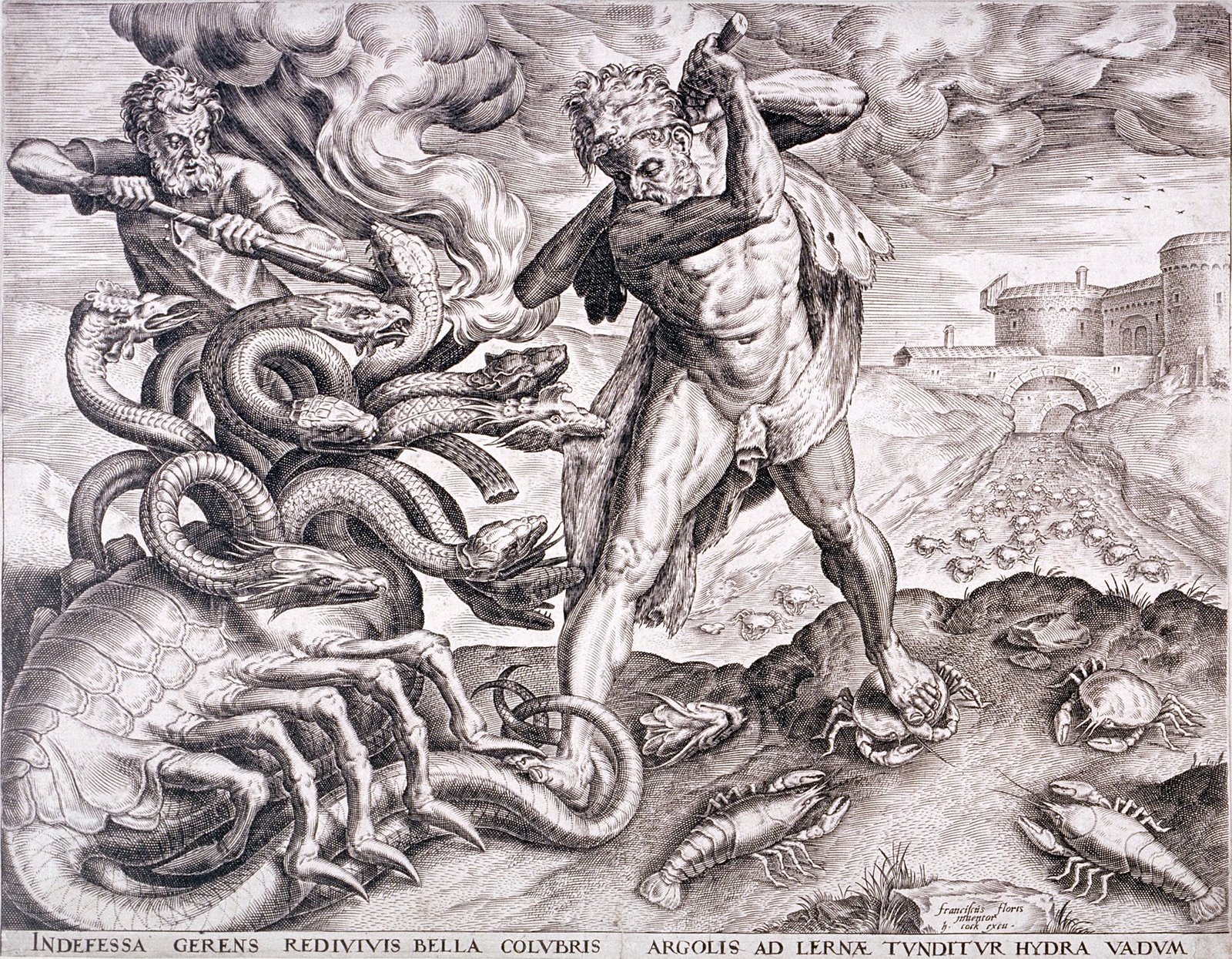
Herakles i Jolaos walczący z hydrą lernejską

Karkinos (gr. Καρκινος) – stwór w mitologii greckiej; olbrzymi rak (w innych źródłach krab) występujący w micie o herosie Heraklesie i jego dwunastu pracach. 
Drugim zadaniem Heraklesa było zabicie hydry lernejskiej. Heros i jego bratanek Jolaos stoczyli zażarty pojedynek, gdyż wielki wąż morski posiadał dziewięć głów (w innych źródłach hydra miała po 50 lub 100 głów), z czego jedna była nieśmiertelna. Pomocnikiem hydry był rak Karkinos, który podczas walki z Heraklesem wczepił się szczypcami w nogę herosa. Hydra została zabita, a Karkinos zmiażdżony maczugą lub rozgnieciony nogą przez Heraklesa. 
Hera, która nienawidziła Heraklesa, doceniła ofiarę Karkinosa i z wdzięczności umieściła go wraz z hydrą na nieboskłonie, zamieniając ich w gwiazdozbiory Raka i Hydry.